# 523
Раннє Середньовіччя. У Східній Римській імперії триває правління Юстина I. Наймогутнішими державами в Європі є Остготське королівство на Апеннінському півострові, де править Теодоріх Великий, та Франкське королівство, розділене на 4 частини між синами Хлодвіга. У Західній Галлії встановилося Бургундське королівство.
Іберію та частину Галлії займає Вестготське королівство, Північну Африку — Африканське королівство вандалів та аланів, у Тисо-Дунайській низовині лежить Королівство гепідів. В Англії розпочався період гептархії.
У Китаї період Північних та Південних династій. На півдні править династія Лян, на півночі — Північна Вей. В Індії правління імперії Гуптів. У Японії триває період Ямато. У Персії править династія Сассанідів.
На території лісостепової України в VI столітті виділяють пеньківську й празьку археологічні культури. VI століття стало початком швидкого розселення слов'ян. У Північному Причорномор'ї співіснують різні кочові племена, зокрема гуни, сармати, булгари, алани.

## Події
- Майбутній імператор Візантії Юстиніан I одружився з куртизанкою Теодорою.
- Об'єднані сили правителів франків Хлодомира, Хільдеберта I та Хлотара I напали на Бургундське королівство. Хлотар взяв Отен. Король бургундів Сигізмунд потрапив у полон.
- Королем Африканського королівства вандалів та аланів після смерті Тразамунда став Хільдерік. Він був прихильником католицизму й дозволив свободу віросповідання в державі.
- Бербери розграбували Лептіс Великий. У відповідь Гелімер провів проти них успішну каральну експедицію.
- Збунтувалися гарнізони шести прикордонних міст на півночі держави Північна Вей.
- 53-м Папою Римським став Іван I.

## Померли
- Гормізд, Папа Римський
- Тразамунд, король вандалів.